# Сан Карло (Ла Специја)
Сан Карло је насеље у Италији у округу Ла Специја, региону Лигурија.
Према процени из 2011. у насељу је живело 32 становника. Насеље се налази на надморској висини од 631 м.